# We Don’t Need To Whisper
We Don't Need To Whisper – debiutancki album studyjny rockowego zespołu Angels & Airwaves, którego członkiem jest były wokalista zespołu Blink-182, Tom DeLonge. 

## Lista utworów
1. "Valkyrie Missile" – 6:39
2. "Distraction" – 5:36
3. "Do It for Me Now" – 4:33
4. "The Adventure" – 5:12
5. "A Little's Enough" – 4:45
6. "The War" – 5:07
7. "The Gift" – 5:02
8. "It Hurts" – 4:14
9. "Good Day" – 4:30
10. "Start the Machine" – 4:11

Bonusy iTunes:
1. "The Adventure (Live from Whispers Studio)" - 6:07

Bonusy Wal-Mart:
1. "It Hurts (Live from FUSE "7th Ave. Drop")" - 4:21

Bonusy w Wielkiej Brytanii:
1. "The Machine" - 3:42
2. "Do It for Me Now (Live from FUSE "7th Ave. Drop")" - 4:39